# Mohamed-Lakhdar Djouini
Mohamed-Lakhdar Djouini (né le 12 décembre 1912 à El Mezeraa, Algérie, et mort le 8 mars 1980 dans le Paris, France) est un homme politique harki algérien. Il a été député de Bône (aujourd'hui Annaba) de 1958 à 1962.